# Fabryka Garbarska P.F. „Bracia Pfeiffer“

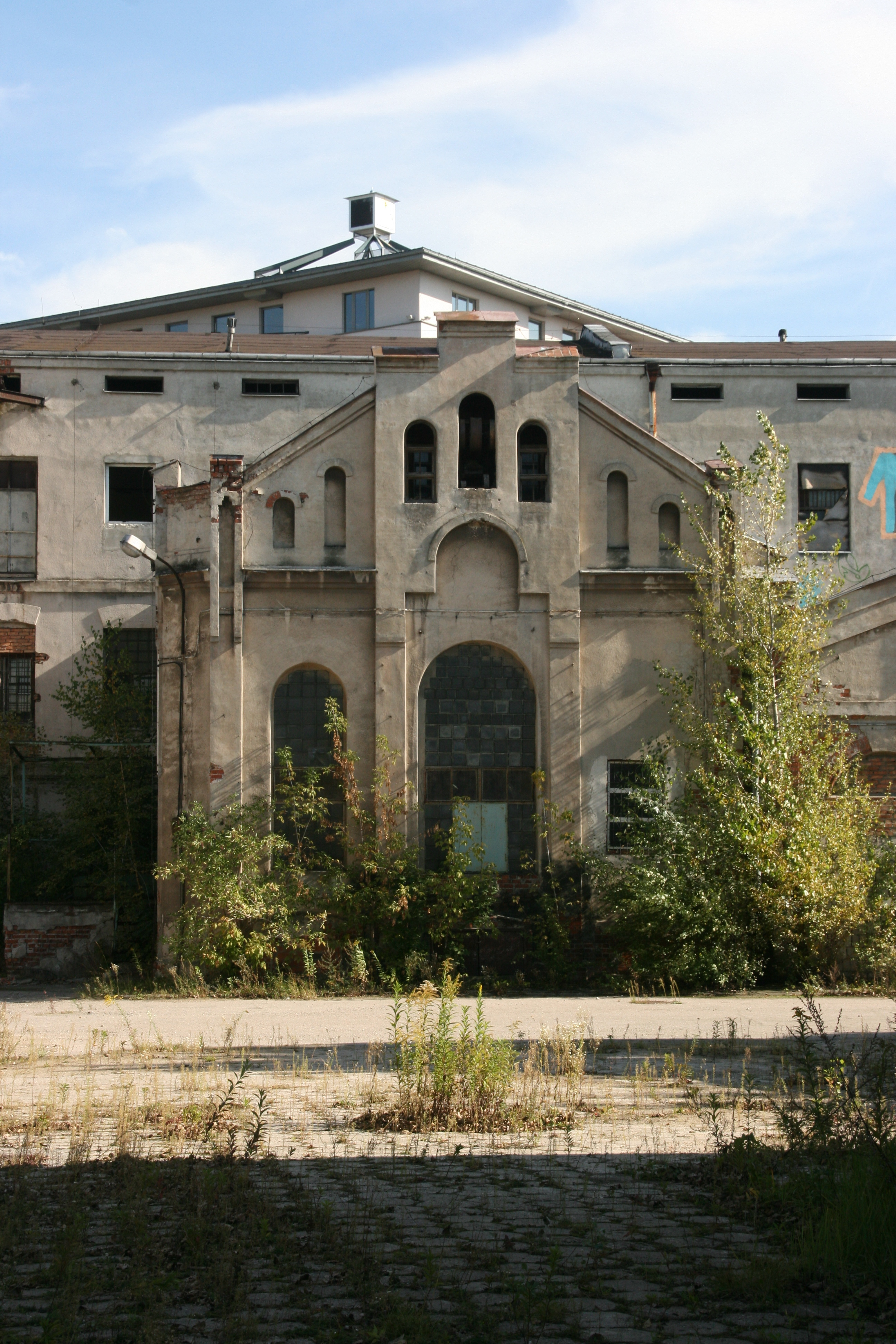
Heute leerstehendes und unter Denkmalschutz stehendes Fabrikgebäude der ebenfalls der Unternehmerfamilie Pfeiffer gehörenden Gerberei Temler i Szwede in der Warschauer ul. Okopowa 78

Die Fabryka Garbarska P.F. „Bracia Pfeiffer“ (auch: Bracia Pfeiffer, Szlenkier i Temler, später: Warszawskie Zakłady Garbarskie i Zakłady Wklęsłodrukowe) war eine Anfang des 18. Jahrhunderts in Warschau gegründete Grossgerberei, die im Zweiten Weltkrieg zerstört wurde.

## Geschichte
Jan Walter Pfeiffer (1712–1796) war in der ersten Hälfte des 18. Jahrhunderts aus dem württembergischen Balingen nach Warschau gekommen. Um 1750 hatte er in der ul. Leszno (im Stadtteil Praga) eine Gerberei für Kalbs-, Schaf-, Ziegen- und Pferdehäute gegründet; später wurden auch Rinderhäute für Schuhleder gegerbt. 1777 war Pfeiffer Mitgründer der Warschauer Gerberzunft. Das Unternehmen blieb bis zum Zweiten Weltkrieg in Familienhand. Es wurde in Folge von Jan Chrystian Pfeiffer (1724–1796), Jan Henryk Pfeiffer (1789–1861), Stanisław Fryderyk Pfeiffer (1819–1890), den Brüdern Wladysław Ignacy (1854–1898) und Stanisław Leopold Pfeiffer (1856–1929) sowie Józef Mieczysław Pfeiffer (1888–1969) geleitet. Dessen Söhne und Neffen waren die letzten geschäftsführenden Gesellschafter des Unternehmens. Die Familie gehörte der evangelisch-augsburgischen Kirche in Warschau an.
Unter Jan Henryk Pfeiffer wurde die Produktion in die ul. Nowolipie verlagert, später in die ul. Smoczna. Mit dem Umzug in die Smoczna war das Unternehmen die größte Gerberei Warschaus. In den 1880er Jahren entstanden eine Kranken- und Rentenkasse für die Mitarbeiter, eine eigene Arztpraxis mit angeschlossener Apotheke, eine Bücherei sowie eine Kinderkrippe und Schule für Unternehmensangehörige. Im Jahr 1914 beschäftigte die Gerberei rund 540 Arbeiter. Die Tagesproduktion lag bei etwa 1.000 Lederstücken.

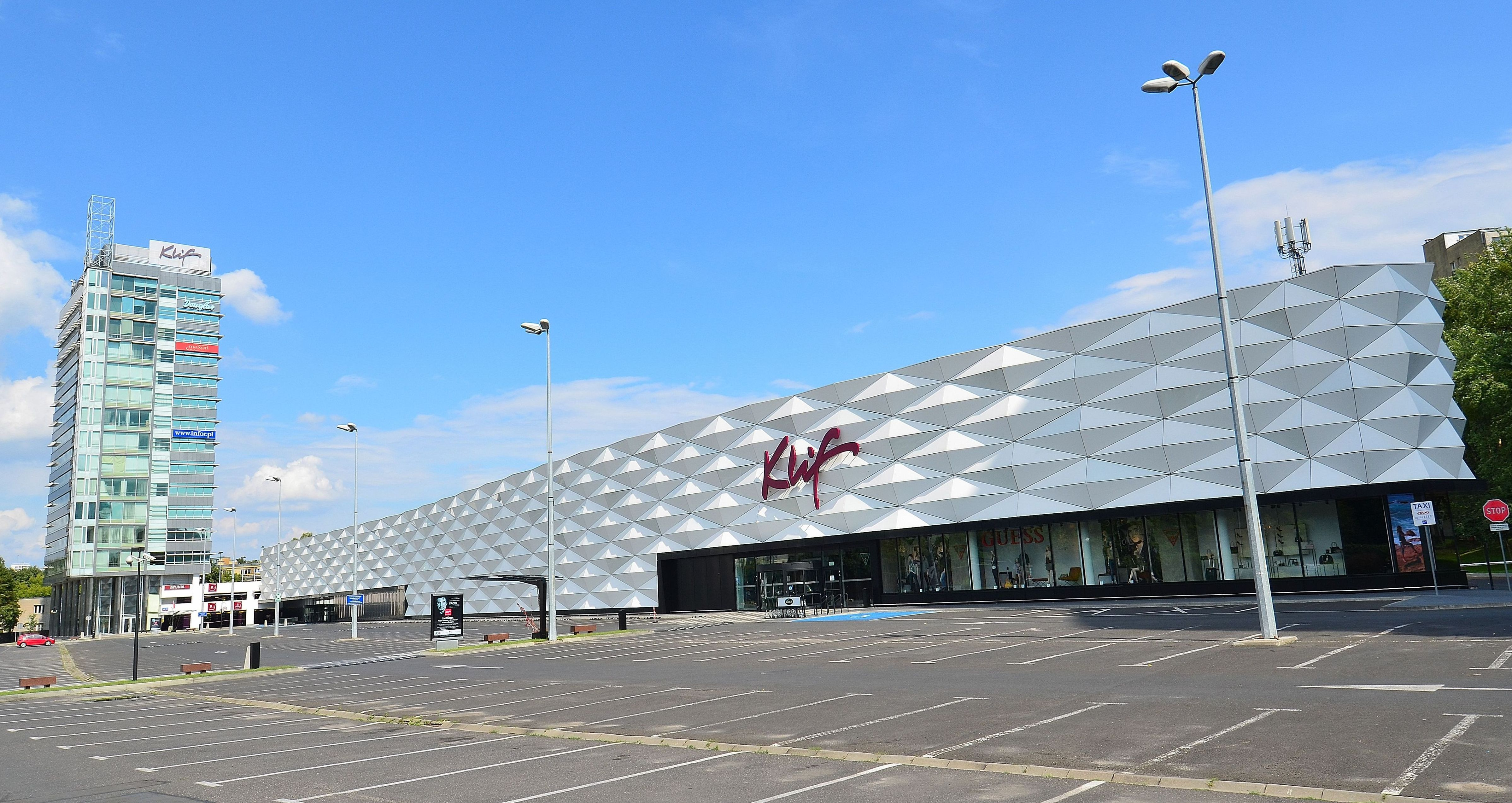
Anstelle des Fabrik wurde ein modernes Büro-/Einkaufszentrum errichtet

Im Verlauf des Ersten Weltkrieges deportierten die russischen Behörden Fabrikausstattung und Rohstoffe in 41 Güterwaggons nach Russland. Im Zweiten Weltkrieg wurde von dem an das jüdische Ghetto angrenzenden Fabrikgelände Ghettobewohnern geholfen und die jüdische Kampforganisation ŻOB beim späteren Ghetto-Aufstand unterstützt. Im Rahmen der Kampfhandlungen während des Warschauer Aufstandes (der ebenfalls von den Unternehmenseigentümern unterstützt wurde) brannte die Fabrik 1944. Die Eigentümerfamilie wurde vertrieben und deportiert. Produktionsmaschinen, Rohstoffe und Lagerbestand wurden requiriert; einem schriftlichen Bericht der deutschen Verwaltung zufolge betrug der übernommene Bestand knapp 40.000 Tierhäute, 15 Güterwaggons Leder, 34 Tonnen Fett sowie 178 Elektromotoren. Das Wohnhaus der Familie und die Fabrik wurden komplett zerstört. Heute befindet sich an der Stelle der Fabrikanlagen das in den 1990er Jahren errichtete Einkaufszentrum „Klif“ an der ul. Okopowa.
Nach dem Krieg setzten die Erben die in der Nähe liegende und ebenfalls der Familie gehörende Gerberei Fabryka Garbarska Temler i Szwede  instand; 1946 wurde dieses Unternehmen verstaatlicht, später in die staatliche Warszawskie Zakłady Garbarskie nr 1 und danach in die Fabryka Obuwia „Syrena“ überführt. Seit 1960 befinden sich diese Nachfolger nicht mehr am alten Produktionsstandort. Um eine Rückgabe des wertvollen Grundstückes an die Familie wird seit Jahren gestritten.